# Single Album
Single Album è il quattordicesimo album in studio del gruppo punk rock statunitense NOFX, pubblicato il 26 febbraio 2021.
Inizialmente l'intenzione dei NOFX era di pubblicare un doppio album, ma la pandemia di COVID-19 ha spinto la band a pubblicare un solo album, da cui il titolo.

## Tracce
1. The Big Drag – 5:48
2. I Love You More Than I Hate Me – 2:36
3. Fuck Euphemism – 2:14
4. Fish in a Gun Barrel – 3:35
5. Birmingham – 3:34
6. Linewleum – 3:19
7. My Bro Cancervive Cancer – 2:28
8. Grieve Soto – 3:57
9. Doors and Fours – 4:49
10. Your Last Resort – 3:59

## Formazione
- Fat Mike - basso e voce
- El Hefe - chitarra elettrica e voce
- Eric Melvin - chitarra elettrica
- Erik Sandin - batteria

## Classifiche
| Classifica (2021)           | Posizione massima |
| --------------------------- | ----------------- |
| Stati Uniti (Billboard 200) | 152               |
| Stati Uniti (Independent)   | 26                |
| Australia                   | 25                |
| Germania                    | 31                |
| Svizzera                    | 34                |